# 寅次郎的故事23 飞翔的寅次郎
《寅次郎的故事23 飞翔的寅次郎》（日語：男はつらいよ 翔んでる寅次郎）是一部1979年上映的日本喜剧电影，亦是《寅次郎的故事系列》的第二十三部剧场版作品。由山田洋次导演，渥美清、倍赏千惠子、前田吟、下条正巳、三崎千惠子及桃井薰等等主演。于1979年8月4日上映。

## 劇情簡介
阿博工作的印刷廠有員工結婚，阿博與妻子櫻回想十年前自己的婚事，有所感觸，更想到寅次郎仍是孤家寡人。寅次郎回來後，讀到侄兒滿男的文章，提及自己的舅父(即寅次郎)不好是輕蔑了他，於是又出門流浪。在北海道的旅途上，寅次郎救了幾乎被旅店少東強姦的瞳。而瞳正為快將嫁給邦夫感到忐忑不安，與寅次郎傾談了一晚後離去。有一天，穿著著婚莎的瞳突然來到柴又找寅次郎，原來瞳在婚禮當中出走。在寅次郎及家人開解下，加上與邦夫在柴又相處一段時間，瞳對婚姻的疑惑漸漸消除。

## 主要演员
- 车寅次郎：渥美清
- 入江瞳：桃井薰
- 小柳邦夫：布施明
- 诹访樱：倍赏千惠子
- 诹访博：前田吟
- 诹访满男：中村隼人
- 瞳妈：木暮实千代
- 邦夫的妹京子：户川京子
- 车龙造：下条正巳
- 车つね：三崎千惠子
- 桂梅太郎：太宰久雄
- 源公：佐藤蛾次郎
- 御前样：笠智众
- 客栈少爷：汤原昌幸
- 婚礼红娘：松村达雄
- 婚礼殿堂的男人：樱井千里
- 出租车司机：犬冢弘

## 奖项
- 第34届每日电影奖之特别奖／《寅次郎的故事》系列制作人员
- 第22届蓝丝带奖之女主角奖／桃井薰

### 英文
- . 英国电影协会.   [2014-01-25]. （原始内容存档于2014-02-18） （英语）.
- . Complete Index to World Film.   [2014-01-25]. （原始内容存档于2014-02-02） （英语）.
- 互联网电影数据库（IMDb）上《Otoko wa tsurai yo: Tonderu Torajirô (1979)》的资料（英文）
- Galbraith IV, Stuart. . DVD Talk. 2006-05-06  [2014-01-25]. （原始内容存档于2014-02-19） （英语）.

### 德文
- . www.molodezhnaja.ch.   [2014-01-25]. （原始内容存档于2013-05-20） （德语）.

### 日文
- . www.allcinema.net.   [2014-01-25]. （原始内容存档于2013-12-07） （日语）.
- . 日本电影院数据库（日本文化厅）.   [2014-01-25]. （原始内容存档于2014-02-02） （日语）. 外部链接存在于|publisher= (帮助)
- . 日本电影数据库.   [2014-01-25]. （原始内容存档于2013-11-05） （日语）.
- . 电影旬报.   [2014-01-25]. （原始内容存档于2012-03-21） （日语）.

### 中文
- . 豆瓣电影.   [2014-01-25]. （原始内容存档于2014-02-02）.